# کادری اوتیس
کادری اوتیس (استونیایی: Kadri Ottis؛ زادهٔ ۱ ژانویهٔ ۱۹۷۰) سیاستمدار و نماینده سابق مجلس اهل استونی است.